# Luna Leopold
Luna B. Leopold (1915 – 2006) là nhà địa mạo học nổi tiếng người Mỹ. Ông là con trai của Aldo Leopold, một nhà sinh thái học.
Leopold học ngành kĩ thuật dân dụng tại Đại học Madison ở Wisconsin; sau đó là ngành vật lý khí tượng ở Đại học California tại Los Angeles, trước khi làm nghiên cứu sinh ngành địa chất ở Đại học Harvard, nơi ông nhận bằng tiến sĩ vào năm 1950.
Những nghiên cứu của Leopold mặc dù đi từ cơ bản là tác động dòng nước và địa hình (như các quá trình sông uốn khúc, cướp dòng, xói lở, sự vận chuyển bùn cát...) nhưng được ông khái quát thành những bài học trong thiết kế công trình dân dụng. Ông cho rằng động thái của dòng sông cần được nắm bắt và tuân theo, và không nên gắng sức thay đổi điều kiện dòng chảy tự nhiên sẵn có.
Leopold tích cực nghiên cứu suốt 68 năm, một kỉ lục hiếm thấy trong giới học thuật. Bài báo đầu tiên do ông viết vào năm 1937, và bài báo cuối cùng - năm 2005.
Ông được nhận nhiều giải thưởng của Hoa Kỳ, trong đó có Giải Khoa học Quốc gia Hoa Kỳ.

## Sách
- Leopold, Luna B. (1997). Water, Rivers and Creeks. University Science Books. ISBN 0-935702-98-9.
- Leopold, Luna B. (1981). Water. Time Life Education. ISBN 0-8094-4075-X.
- Leopold, Luna B. (2006, reprint). A View of the River. Harvard University Press; New Ed edition. ISBN 0-674-01845-1.
- Leopold, Luna B.; Wolman, M. Gordon; and Miller, John P. (1995). Fluvial Processes in Geomorphology. Dover Publications. ISBN 0-486-68588-8.
- Leopold, Aldo and Leopold, Luna B. (editor) (1972, reprint). Round River. Oxford University Press, USA. ISBN 0-19-501563-0.
- Leopold, Luna B. (1966). Water (Series: LIFE Science Library), Time Incorp, ISBN B000GQO9SM.
- Leopold, Luna B. (1974). Water: A Primer. W H Freeman & Co. ISBN 0-7167-0263-0.